# Cornelius Piong
Cornelius Piong (ur. 1 lipca 1949 w Bundu) – malezyjski duchowny rzymskokatolicki, od 1993 biskup Keningau.